# 星宿五
長蛇座27，又名BD-08 2643，HD 80586、SAO 136768、HR 3709，是長蛇座的一颗恒星，视星等为4.8，位于銀經241.08，銀緯27.11，其B1900.0坐标为赤經9h 15m 36s，赤緯-9° 27.11′ 53″。

## 亞恆星伴星
日本岡山天體物理觀測所的系外行星搜尋團隊於2008年下半年發表關於一系列已經過主序星演化階段恆星徑向速度觀測的論文，論文中指出有亞恆星天體和星宿五組成聯星系統。該天體的軌道週期約9.3年，但尚未有行星被確認。
| b (未确认) | ≥10 MJ | ≈5.9 | 3400 | ? |